# Шоу 70-х
«Шоу 70-х» (англ. That '70s Show) — американський телевізійний підлітковий ситком. Події серіалу розгортаються у другій половині 1970-х років у вигаданому містечку Пойнт Плейс, у штаті Вісконсин. Прем'єра відбулася на каналі Fox 23 серпня 1998 року, останній епізод вийшов 18 травня 2006 року.

## Сюжет
Головні герої серіалу — компанія з шести підлітків, серед яких Ерік Форман і Донна Пінчіотті, які все життя жили по сусідству і були одне одному кращими друзями, поки їхні стосунки не стали романтичними; бешкетник і конспіролог з неблагополучної сім'ї Стівен Гайд; дурний красень Майкл Келсо, який постійно обіцяє розійтися зі своєю набридливою дівчиною Джекі Беркхарт але ніяк цього не робить і іноземний студент по обміну, дивак з невимовним іменем на прізвисько «Фез».
В серіалі також з'являються батьки Еріка: піклива мати Кітті і суворий консервативний батько Ред, яким стає все важче і важче порозумітись с сусідами Бобом і Мідж Пінчіотті, батьками Донни які, на відміну від Реда та Кітті, слідкують моді 70-х і всім новим ідеям, і чий шлюб тріщить по швах. Час від часу до пригод підлітків приєднується знайомий Гайда, старий вічно накурений хіппі на ім'я Лео.

## Акторський склад

### Головні ролі
| Актор              | Роль            | Сезони                                   |
| ------------------ | --------------- | ---------------------------------------- |
| Тофер Грейс        | Ерік Форман     | 1-7, камео у сезоні 8                    |
| Міла Куніс         | Джекі Беркхарт  | 1-8                                      |
| Ештон Кутчер       | Майкл Келсо     | 1-7, за запрошенням у сезоні 8           |
| Денні Мастерсон    | Стівен Гайд     | 1-8                                      |
| Лаура Препон       | Донна Пінчіотті | 1-8                                      |
| Вілмер Вальдеррама | Фез             | 1-8                                      |
| Дебра Джо Рапп     | Кітті Форман    | 1-8                                      |
| Кертвуд Сміт       | Ред Форман      | 1-8                                      |
| Таня Робертс       | Мідж Пінчіотті  | 1-3, за запрошенням у сезонах 6 і 7      |
| Дон Старк          | Боб Пінчіотті   | 1-8                                      |
| Ліза Робін Келлі   | Лорі Форман     | 2-3, за запрошенням у сезонах 1 і 5      |
| Томмі Чонґ         | Лео             | 4 і 8, за запрошенням у сезонах 2, 3 і 7 |
| Джош Маєрс         | Ренді Пірсон    | 8                                        |

### Епізодичні ролі
| Актор               | Роль                                   | Сезони  |
| ------------------- | -------------------------------------- | ------- |
| Меріон Росс         | Берніс Форман                          | 1-2     |
| Кеті Сагал          | Една Гайд                              | 1       |
| Двейн Джонсон       | Рокі Джонсон                           | 1       |
| Пол Креппел         | Джек Беркхарт                          | 1       |
| Еллісон Манн        | Божевільна Керолайн                    | 3, 8    |
| Кевін МакДональд    | Пастор Дейв                            | 3-4     |
| Роберт Гейз         | Бад Гайд                               | 3       |
| Мо Ґеффні           | Джоан Ступак                           | 4-5     |
| Люк Вілсон          | Кейсі Келсо                            | 4, 6, 7 |
| Сінтія Ламонтань    | Велика Ронда                           | 4       |
| Крістофер Мастерсон | Тодд                                   | 4       |
| Джим Раш            | Фентон                                 | 5-8     |
| Джим Ґаффіґен       | Рой Кін                                | 5-6     |
| Сет Грін            | Мітч Міллер                            | 5-6     |
| Джессіка Сімпсон    | Аннетт                                 | 5       |
| Том Постон          | Берт Сіґурдсон                         | 5       |
| Бетті Вайт          | Бі Сіґурдсон                           | 5       |
| Джоанна Кентон      | Ніна Бартелл                           | 5       |
| Брук Шилдс          | Памела Беркхарт                        | 6-7     |
| Шеннон Елізабет     | Брук Роквелл                           | 6-7     |
| Елісон Ганніґан     | Сюзі Сімпсон                           | 6       |
| Крістіна Мур        | Лорі Форман (замість Лізи Робін Келлі) | 6       |
| Джеймс Ейвері       | Офіцер Кеннеді                         | 6       |
| Тім Рейд            | Вільям Барнетт                         | 7-8     |
| Брет Гаррісон       | Чарлі Річардсон                        | 7-8     |
| Меґалін Ечіканвоке  | Енджі Барнетт                          | 7       |
| Джад Тайлор         | Саманта Гайд                           | 8       |
| Мері Тайлер Мур     | Крістін Сент-Джордж                    | 8       |
| Керол Енн Сьюзі     | Секретарка                             | 8       |
| Ґевін Маклауд       | Смітті                                 | 8       |

## Відгуки

### Рейтинги
| Сезон         | Кількість епізодів | День і час показу                                 | Прем'єра         | Фінал          | Місце | Глядачі (млн) |
| ------------- | ------------------ | ------------------------------------------------- | ---------------- | -------------- | ----- | ------------- |
| 1 (1998–99)   | 25                 | Щонеділі о 20:30                                  | 23 серпня 1998   | 26 липня 1999  |       | 11.7          |
| 2 (1999—2000) | 26                 | Щовівторка о 20:30                                | 28 вересня 1999  | 22 травня 2000 | 86    | 9.0           |
| 3 (2000—2001) | 25                 | Щовівторка о 20:00                                | 3 жовтня 2000    | 22 травня 2001 |       | 10.8          |
| 4 (2001—2002) | 27                 | Щовівторка о 20:00                                | 25 вересня 2001  | 21 травня 2002 | 67    | 9.1           |
| 5 (2002—2003) | 25                 | Щовівторка о 20:00 (2002) Щосереди о 20:00 (2003) | 17 вересня 2002  | 14 травня 2003 | 52    | 10.4          |
| 6 (2003—2004) | 25                 | Щосереди о 20:00                                  | 29 жовтня 2003   | 19 травня 2004 | 49    | 10.0          |
| 7 (2004—2005) | 25                 | Щосереди о 20:00                                  | 8 вересня 2004   | 18 травня 2005 | 85    | 7.0           |
| 8 (2005—2006) | 22                 | Щосереди о 20:00 (2005) Щочетверга о 20:00 (2006) | 2 листопада 2005 | 18 травня 2006 | 103   | 5.8           |

## Рімейк
Через рік після премє'ри «Шоу 70-х», британський телеканал ITV почав трансляцію англійського рімейку під назвою «Такі дні» (англ. «Days Like These»). Серіал отримав переважно негативні відгуки і його було скасовано після шести епізодів. Загалом було відзнято 13 епізодів, але показано лише 10.

## Продовження
Духовним наступником, створеним тими же авторами, мало бути «Шоу 80-х» (англ. «That '80s Show») з Ґленном Говертоном та Кайлер Лі у головних ролях, яке вийшло у 2002 році. Через низькі рейтинги серіал було скасовано після першого сезону.
Більш вдалою спробою було створення повноцінного продовження «Шоу 90-х» (англ. «That '90s Show»), анонсованого у 2022 році. Прем'єра відбулась на Netflix 19 січня 2023 року. У лютому 2023 року серіал було продовжено на другий сезон.